# Karl Fian
Karl „Bumi“ Fian (* 24. Juni 1960 in Perchtoldsdorf; † 5. Januar 2006 in Wien) war ein österreichischer Jazz- und Rocktrompeter.

## Leben
Von 1974 bis 1979 studierte Bumi Fian am Konservatorium der Stadt Wien bei Robert Politzer.
Fian war ein Ausnahmetalent auf der Trompete und bewegte sich mit seiner Musik jenseits der Grenzen zwischen Rock, Jazz und Weltmusik. Er war ein langjähriges Mitglied im Vienna Art Orchestra (von 1979 bis 2002), wo sich sein kraftvolles Spiel perfekt entfalten konnte. In den letzten Jahren trat er mit dem „Clemens Salesny/Bumi Fian Quintett“ in Erscheinung.

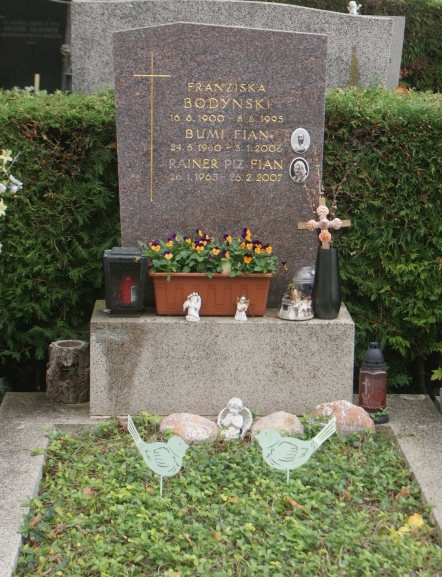
Grabstätte von Karl Fian

Zu den bekannten Formationen, in denen er mitwirkte, zählen neben vielen anderen:
- Upper Austrian Jazz Orchestra
- Concert Jazz Orchestra Vienna
- Obsession
- Vienna Symphonic Orchestra Project (VSOP)
- Count Basic
- Vienna Bigband Machine
- Richard Oesterreicher Bigband
- Enfant Terrible
- ORF Big Band[2] (als Substitut)

Fian spielte auch mit verschiedenen Vertretern des Austropop, darunter Wolfgang Ambros, Georg Danzer, Stefanie Werger, Boris Bukowski und Rainhard Fendrich. Er war Mitglied der ersten Formation von Falco. Auch Harald Juhnke und Peter Alexander engagierten ihn als Musiker. Fian spielte im Orchester der Vereinigten Bühnen Wien bei den Musicalproduktionen Cats, Das Phantom der Oper und Elisabeth.
International arbeitete er neben anderen mit Carla Bley und Kenny Wheeler zusammen.
Bumi Fian starb im Wiener Krankenhaus Rudolfstiftung an inneren Blutungen. Er wurde auf dem Friedhof Liesing (Gruppe 93, Reihe 8, Nummer 11) bestattet.

## Werke
- Vienna Art Orchestra: Tango from Obango. This music is dedicated to the people and the Sea of Obango, rec. 1979, LP 1980, CD 1997, ISBN 3-221-10102-3
- Bumi Fian: Fian, CD 1988 (Neuauflage 2002)
- Clemens Salesny/Bumi Fian Quintett: Always Blue, CD 2004